# Eparquía de Mardin de los caldeos
La eparquía titular de Mardin de los caldeos (en latín: Eparchia Mardinen(sis) Chaldaeorum) es una sede titular de la Iglesia católica conferida a miembros de la Iglesia católica caldea. Corresponde a una antigua diócesis caldea cuya sede estaba en la ciudad de Mardin en la actual Turquía. 

## Historia

### Orígenes de la diócesis
Entre c. 150 a. C. y 250 d. C. (aparte de una breve intervención romana cuando se convirtió en parte de la provincia romana de Asiria, Mardin en la Alta Mesopotamia formó parte del reino neoasirio de Osroene. A finales del siglo III fue conquistada por el Imperio sasánida y en 638 cayó en manos de los árabes musulmanes. En el siglo IV Mardin estuvo involucrada en las controversias nestorianas. En 1517 Mardin fue conquistada por el Imperio otomano.
La villa de Mardin fue una diócesis dependiente de los metropolitanos nestorianos de Nísibis, Amida y Maipercat, alternativamente, o incluso reunida a alguno de ellos. El origen de la diócesis nestoriana de Mardin en la Alta Mesopotamia es incierto y discutido. A principios del siglo XX el sacerdote caldeo Tfinkdji, oriundo de Mardin, publicó una serie episcopal de 16 obispos, con los años exactos del episcopado y el lugar de origen de cada uno. La lista fue descubierta en un manuscrito de 1621 e informa los nombres desde finales del siglo XII hasta principios del siglo XVI. A esta lista, Fiey agrega otros dos nombres: Yahballaha bar Qayyoma, transferido a Nísibis y luego elegido patriarca en 1190, e Isho'dnah, atestiguado en 1265, que, sin embargo, el propio Fiey cree que podría ser idéntico a un obispo Denha, mencionado en la lista de Tfinkdji.
David Wilmshurst ha cuestionado la autenticidad de esta lista episcopal. Aunque algunos nombres son plausibles, la lista contiene otros raramente presentes en la Iglesia del Oriente, y es sorprendente encontrar lugares de origen donde las comunidades nestorianas no están documentadas, sino las de la Iglesia ortodoxa siria. Además, según el mismo autor, ninguno de los obispos en la lista de Tfinkdji se menciona en fuentes históricas contemporáneas, que en cambio dan fe de la existencia de una diócesis de Mardin solo después del cisma de 1552, que llevó al nacimiento de la Iglesia católica caldea. En diciembre de 1553 Sulaqa obtuvo documentos de las autoridades otomanas reconociéndolo como un patriarca caldeo independiente y en 1554, durante una estancia de cinco meses en Amida, consagró cinco obispos metropolitanos, uno de los cuales fue el de Mardin. 
En las fuentes literarias, Mardin está documentado en tres ocasiones, no como una diócesis autónoma, sino como un título combinado con el de los obispos nestorianos de Maiperqat (la antigua Martirópolis, hoy Silvan). El patriarca Yahballaha II (1190-1222) fue obispo de Maiperqat y Mardin antes de convertirse en metropolitano de Nísibis en 1176. El obispo Yohannan de Maiperqat, Amida y Mardin estuvo presente en la consagración del patriarca Makkikha II en 1257. Finalmente en 1265 Isho'dnah, obispo de Maiperqat, Amida y Mardin, participó en la consagración de la patriarca Denha I.
Después del cisma de 1552 el título de Mardin parece estar unido al de los obispos de Nísibis. En un colofón de 1554 el metropolitano de Nísibis Ishoʿyahb es citado como obispo de Nísibis, Mardin, Amida y toda Armenia, mientras que en dos colofones de 1558 y 1560 tiene el título de obispo de Nísibis, Mardin y Armenia. El hecho de que los metropolitanos de Nísibis tuvieran el título de Mardin podría ser evidencia de que, al menos hasta 1560, la comunidad nestoriana de Mardin todavía era leal al patriarca Shimun VII Ishoʿyahb.

### Los obispos católicos
Le debemos a Tfinkdji la reconstrucción de la serie completa de los obispos católicos de Mardin, donde, sin embargo, la información no siempre es exacta e históricamente documentada. El primer obispo católico de Mardin fue Hnanishoʿ (Hnan-Jesu), quien sería consagrado obispo de Mardin en 1553 por el primer patriarca católico Shimun VIII Sulaqa. Sin embargo, Mardin es atestiguada por primera vez como diócesis "católica" en la lista de diócesis escrita por el patriarca Audishu IV Maroun en 1562 para la Santa Sede. Hnanishoʿ fue sin duda el primer obispo católico de Mardin: fue autor de copias de manuscritos, escritos entre 1564 y 1586; en 1580 firmó la carta escrita por el patriarca Shimun IX Denha al papa Gregorio XIII. Dos años después visitó Jerusalén y probablemente todavía se lo menciona en 1587 en una carta de Leonardo Abela, obispo titular de Sidón y enviado especial del papa a Oriente Medio.
Después de Hnanishoʿ, Tfinkdji coloca al obispo Jacobo de Nísibis (1584-1615). Las fuentes parecen atestiguar que entre finales del siglo XVI y principios del XVII, Mardin se unió momentáneamente con Nísibis. De hecho, Jacobo está documentado como obispo de Nísibis desde 1581. En un informe de 1607 tiene el título de metropolitano de Mardin, mientras que en una carta del enviado romano Pietro Strozzi de 1614 la de metropolitano de Nísibis y Mardin. Sin embargo, la posición de este obispo no está clara, de hecho, el mismo Tfinkdji dice que fue consagrado por el patriarca nestoriano Elías VII (1576-1591), y, según Fiey, Jacobo fue el último obispo nestoriano conocido de Nísibis.
Después de Jacobo, Tfinkdji coloca a tres obispos, Juan (1615-1641), José (1641-1678) y Simón de Amida (1682-1695). Según Wilmshurst, sin embargo, la cronología propuesta en algunos casos es contradicha por las fuentes históricas y los colofones de los manuscritos siríacos. Después de la unión con Nísibis, Mardin parece haberse unido durante algún tiempo con Amida (hoy Diyarbakır), de hecho, el metropolitano Timoteo de Amida está documentado desde 1615 hasta 1622 como obispo de Amida de Mardin, lo que sugeriría que el episcopado de Juan no comenzó antes de 1622. Además, en el colofón Juan está documentado hasta 1645. Tfinkdji informa que el nombre y la duración del episcopado de José se encontró en una nota al margen de un manuscrito, fechado en 1679 y guardado en una Iglesia jacobita, pero no se sabe nada de este prelado, ni de su sucesor Simón de Amida.
Simón fue sucedido por Timoteo Maraugin, quien se convirtió en patriarca en 1713, y luego Basil Hesrò, quien según Tfinkdji gobernó la sede de Mardin de 1714 a 1738. Incluso en estos casos, según Wilmshurst, la cronología propuesta no corresponde a fuentes históricas. De hecho, según el mismo autor, Timoteo era metropolitano de Amida, y también gobernó la sede de Mardin desde 1695 hasta su ascenso al patriarcado. Basilio no pudo ser consagrado en 1714 como dice Tfinkdji, sino solo entre 1728 y 1731. Esto lleva a Wilmshurst a suponer que la sede de Mardin ha estado vacante desde la muerte de Simón de Amida hasta 1728/1731. Como se informó en el epitafio conservado en la catedral de Mardin, Basilio Hesrò murió el 25 de septiembre de 1738.
Después de la muerte de Basilio Hesrò, el sacerdote Juan de Mardin fue obispo consagrado, que tomó el nombre de Basilio en honor de su predecesor. Estos no pueden haber sido consagrados en 1738, como afirma Tfinkdji, ya que el patriarca José III regresó de Roma solo en 1741. Probablemente se identifique con el metropolitano de Mardin, de 95 años, mencionado por el cardenal Fortunato Tamburini a principios de 1757. Como el único obispo del patriarcado católico, recibió la consagración del metropolitano de Amida Lázaro Hindi en febrero de 1757, patriarca en 1759 con el nombre de José IV. Según su epitafio, Basilio murió el 25 de febrero de 1758.
A Basilio lo sucedió Simón, quien ayudó al patriarca sirio católico Ignacio Miguel III Jarweh durante la persecución a la que fue sometido, y que murió, según su epitafio, el 29 de noviembre de 1788. Miguel Shawriz, hermano del obispo Pedro de Siirt, lo siguió, siendo consagrado irregularmente en 1793 por un obispo nestoriano, fue excomulgado por la Santa Sede, pero luego fue readmitido a la comunión católica por el papa Pío VI en 1795 y confirmado en la sede de Mardin. Según Tfinkdji, murió el 3 de abril de 1810.
Después de unos quince años de vacante, la diócesis de Mardin fue confiada al monje Ignacio Dashto (1826-1868), a quien debemos la restauración de la iglesia de Rabban Ormisda de Mardin y la construcción de una residencia episcopal. Su sucesor Gabriel Farsò murió prematuramente a los 43 años el 27 de junio de 1873, y fue seguido por Pedro Timoteo Attar, anteriormente metropolitano de Amida. En 1890 el obispo Juan Elías Mellus fue transferido a Mardin, quien en años anteriores había sido excomulgado por Roma porque el patriarca José VI lo designó ilícitamente para la Iglesia malabar en la India. El último obispo de Mardin fue Israel Audo. Los dramas causados por la Primera Guerra Mundial determinó el fin de la diócesis, que fue suprimida formalmente a la muerte del Audo en 1941.

### Sede titular
Una sede titular católica es una diócesis que ha cesado de tener un territorio definido bajo el gobierno de un obispo y que hoy existe únicamente en su título. Continúa siendo asignada a un obispo, quien no es un obispo diocesano ordinario, pues no tiene ninguna jurisdicción sobre el territorio de la diócesis, sino que es un oficial de la Santa Sede, un obispo auxiliar, o la cabeza de una jurisdicción que es equivalente a una diócesis bajo el derecho canónico.
La diócesis de Mardin fue restaurada como eparquía titular en 1972 y no ha sido conferida por la Santa Sede.
Existen además la archieparquía titular de Mardin de los armenios y la eparquía titular de Mardin de los sirios.

## Estadísticas históricas
En 1842 la eparquía de Mardin incluía solo la ciudad episcopal, con una iglesia, cuatro sacerdotes y unas 60 familias caldeas. En 1867, además de Mardin, la eparquía también incluía dos aldeas y una población de aproximadamente 1000 cristianos, servidos por dos sacerdotes.
Chabot dio un informe estadístico detallado sobre la diócesis de Mardin, a partir del 1 de enero de 1896. La población católica caldea era de aproximadamente 850 personas. Había una parroquia en Mardin, una estación de misión cerca de Nísibis y otras tres en la región circundante. Había tres sacerdotes caldeos, ayudados por misioneros capuchinos, que tenían su residencia en Mardin. Solo una escuela para niños dependía de la diócesis.
Tfinkdji también informa datos estadísticos detallados, en referencia a 1913. La diócesis tenía 1670 bautizados, 6 sacerdotes, una1 iglesia, 2 capillas y 2 estaciones misioneras, y dirigía tres escuelas. La mayoría de los caldeos se concentraban en Mardin (1100 fieles, 4 sacerdotes, una iglesia, una escuela y 2 estaciones misionales). También se encontraban grupos de fieles caldeo católicos en Nísibis (160 fieles, un sacerdote, una capilla y una escuela), Medeath (180 fieles, un sacerdote, una capilla y una escuela), Tell Armen (100 fieles), Veranshahr (90 fieles) y Derik (40 fieles).
En tiempos más recientes, en 2005, una iglesia caldea en Mardin fue reabierta después de casi un siglo, donde se encuestó a cinco familias caldeo católicas. Debido a la ausencia de sacerdotes católicos, la iglesia fue confiada por el Gobierno turco al sacerdote local de la Iglesia ortodoxa siríaca.

## Episcopologio

### Obispos residenciales
- Hnan Jesu † (1553-1584 falleció)

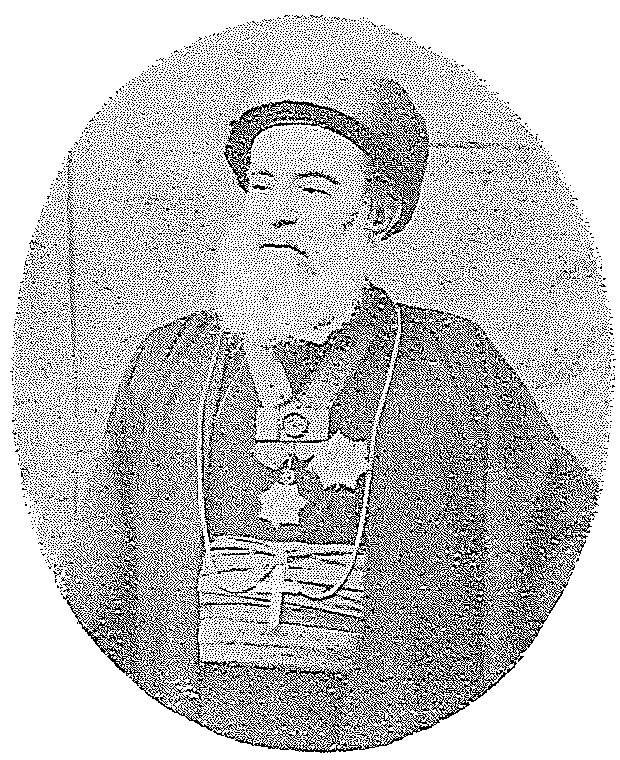
El obispo Juan Elías Mellus (1890-1908)

- Jacobo de Nísibis † (1584-1615 falleció)
- Juan † (1615-1641 falleció)
- José † (1641-1678 falleció)
- Simón de Amida † (1682-1695 falleció)
- Timoteo Maraugin † (1696-13 de noviembre de 1713 electo patriarca de los caldeos)
- Basilio Hesrò † (1714-25 de septiembre de 1738 falleció)
- Basilio † (1738-25 de febrero de 1758 falleció)
- Simón † (1758-29 de noviembre de 1788 falleció)
- Miguel Shawriz † (1793-3 de abril de 1810 falleció)
  - Sede vacante (1810-1826)
- Ignacio Dashto † (8 de septiembre de 1826 consagrado-12 de julio de 1868 falleció)
- Gabriel Farsò † (22 de marzo de 1869-27 de junio de 1873 falleció)
- Pedro Timoteo Attar † (1873-1883 o 26 de abril de 1887 renunció)
  - Sede vacante (1883/1887-1890)
- Juan Elías Mellus † (4 de septiembre de 1890-16 de febrero de 1908 falleció)
- Israel Audo † (11 de mayo de 1909-16 de febrero de 1941 falleció)[17][18]

### Obispos titulares
- - Sede vacante, desde 1972[19]